# Judith Schmutz

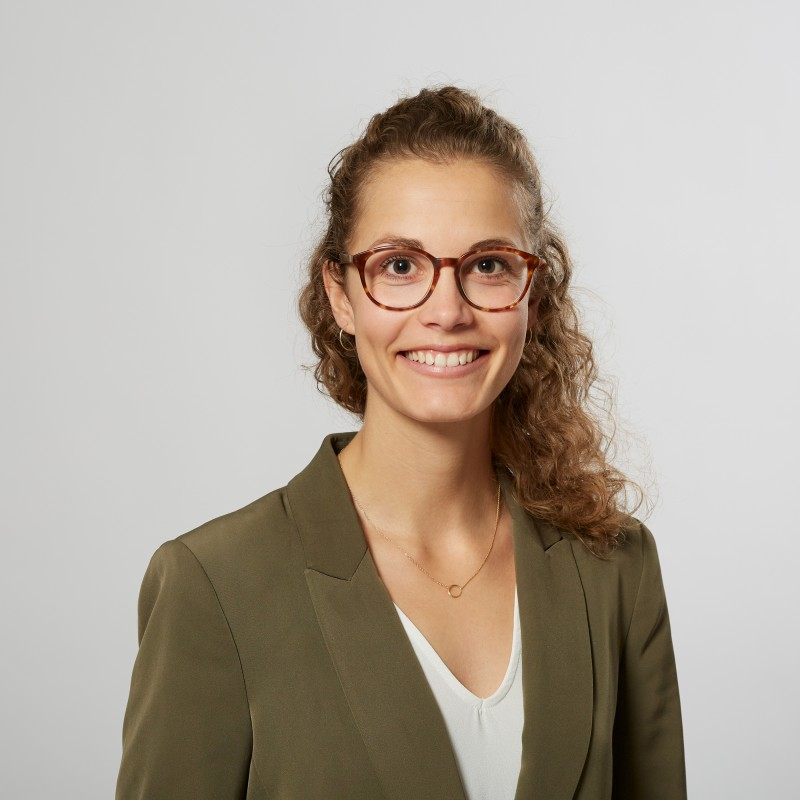
Judith Schmutz

Judith Schmutz (* 1996) ist eine Schweizer Politikerin (Grüne). 2023/24 war sie Präsidentin der Luzerner Kantonsparlaments.

## Leben
Judith Schmutz wuchs im Thurgau und in Rain auf. Nach dem Besuch der Kantonsschule Beromünster schloss sie ihr Studium der Rechtswissenschaften an der Universität Fribourg und an der Universität Luzern mit einem Master ab. Schmutz arbeitet beim Bau-, Umwelt- und Wirtschaftsdepartement des Kantons Luzern im Bereich Politik und Strategie und lebt in Rain.

## Politik
Judith Schmutz war von 2014 bis 2018 Vorstandsmitglied des Jugendparlaments des Kantons Luzern. Von 2016 bis 2018 war sie Co-Präsidentin der Jungen Grünen Schweiz.
Bei den kantonalen Wahlen 2019 wurde Schmutz in den Kantonsrat des Kantons Luzern gewählt. Sie war von 2019 bis 2021 Mitglied der Staatspolitischen Kommission. Seit 2019 ist sie Mitglied und Vizepräsidentin der Redaktionskommission und seit 2021 Mitglied der Kommission Verkehr und Bau. 2022 wurde Schmutz zur Vizepräsidentin des Kantonsrates gewählt. Sie ist Vizepräsidentin der Geschäftsleitung und des Wahlbüros des Kantonsrates. Am 19. Juni 2023 wurde sie zur Präsidentin des Kantonsrates gewählt. Sie ist die jüngste Person, welche dieses Amt im Kanton Luzern je innehatte.
Judith Schmutz ist seit 2020 Vorstandsmitglied des WWF Luzern.
Per Oktobersession 2024 reichte Judith Schmutz überraschend ihren Rücktritt als Kantonsrätin ein. Sie begründete diesen Schritt mit der Unvereinbarkeit ihrer neuen Arbeitsstelle beim Kanton Luzern. Sie schliesst allerdings ein zukünftiges politisches Amt nicht aus.